# Backlash 2003
Backlash 2003 was een pay-per-viewevenement in het professioneel worstelen dat georganiseerd werd door World Wrestling Entertainment (WWE). Dit evenement vond plaats in de Worcester Centrum in Worcester (Massachusetts) op 27 april 2003.
De belangrijkste gebeurtenis was een match tussen Goldberg en The Rock. Goldberg won de match.

## Resultaten
| Nr.                                                                          | Match | Winnaar(s)                          |
| ---------------------------------------------------------------------------- | --- | ----------------------------------- |
| -                                                                            | Scott Steiner vs. Rico in een een-op-eenmatch                                                                                             | Scott Steiner                       |
| 1                                                                            | Team Angle (c) vs. Los Guerreros in een tag team match voor het WWE Tag Team Championship                                                 | Team Angle (c)                      |
| 2                                                                            | Rikishi vs. Sean O'Haire (met Roddy Piper) in een een-op-eenmatch                                                                         | Sean O'Haire                        |
| 3                                                                            | Rob Van Dam & Kane (c) vs. The Dudley Boyz in een tag team match voor het World Tag Team Championship met Chief Morley als scheidsrechter | Rob Van Dam & Kane (c)              |
| 4                                                                            | Trish Stratus (c) vs. Jazz (met Theodore Long) in een een-op-eenmatch voor het WWE Women's Championship                                   | Jazz (nc)                           |
| 5                                                                            | The Big Show vs. Rey Mysterio in een een-op-eenmatch                                                                                      | The Big Show                        |
| 6                                                                            | Brock Lesnar (c) vs. John Cena in een een-op-eenmatch voor het WWE Championship                                                           | Brock Lesnar (c)                    |
| 7                                                                            | Triple H, Ric Flair & Chris Jericho vs. Shawn Michaels, Kevin Nash & Booker T in een x-man tag team match                                 | Triple H, Ric Flair & Chris Jericho |
| 8                                                                            | Goldberg vs. The Rock in een een-op-eenmatch                                                                                              | Goldberg                            |
| (c) huidige kampioen voor en na de match \| (nc) nieuwe kampioen na de match | |                                     |